# Quận Mason, Washington
Quận Mason là một quận thuộc tiểu bang Washington, Hoa Kỳ.
Quận này được đặt tên theo Charles H. Mason. Theo điều tra dân số của Cục điều tra dân số Hoa Kỳ năm 2010, quận có dân số 60699 người. Quận lỵ đóng ở Shelton.

## Địa lý
Theo Cục điều tra dân số Hoa Kỳ, quận có diện tích 2720 km2, trong đó có 240 km2 là diện tích mặt nước.